# Вест-Вейнсбург (Пенсільванія)
Вест-Вейнсбург (англ. West Waynesburg) — переписна місцевість (CDP) в США, в окрузі Грін штату Пенсільванія. Населення — 401 особа (2020).

## Географія
Вест-Вейнсбург розташований за координатами 39°54′0″ пн. ш. 80°12′3″ зх. д. / 39.90000° пн. ш. 80.20083° зх. д. (39.900016, -80.200793).  За даними Бюро перепису населення США в 2010 році переписна місцевість мала площу 0,56 км², уся площа — суходіл.

## Демографія
Згідно з переписом 2010 року, у переписній місцевості мешкало 446 осіб у 209 домогосподарствах у складі 105 родин. Густота населення становила 798 осіб/км².  Було 222 помешкання (397/км²).
Расовий склад населення:
| - 98,2 % — білих - 0,2 % — корінних американців - 0,2 % — чорних або афроамериканців |

До двох чи більше рас належало 1,1 %. Частка іспаномовних становила 0,2 % від усіх жителів.
За віковим діапазоном населення розподілялося таким чином: 22,4 % — особи молодші 18 років, 58,8 % — особи у віці 18—64 років, 18,8 % — особи у віці 65 років та старші. Медіана віку мешканця становила 40,9 року. На 100 осіб жіночої статі у переписній місцевості припадало 69,6 чоловіків;  на 100 жінок у віці від 18 років та старших — 72,1 чоловіків також старших 18 років.
Середній дохід на одне домашнє господарство  становив 37 861 долар США (медіана — 34 016), а середній дохід на одну сім'ю — 37 731 долар (медіана — 33 697). За межею бідності перебувало 25,0 % осіб, у тому числі 17,8 % дітей у віці до 18 років та 19,5 % осіб у віці 65 років та старших.
Цивільне працевлаштоване населення становило 116 осіб. Основні галузі зайнятості: сільське господарство, лісництво, риболовля — 39,7 %, оптова торгівля — 30,2 %, будівництво — 16,4 %, освіта, охорона здоров'я та соціальна допомога — 4,3 %.